# Agilisaurus louderbacki
Agilisaurus louderbacki Peng, 1990 era un dinosauro erbivoro vissuto nel periodo Giurassico medio (tra Bajociano e Calloviano, 171,6 - 161,2 milioni di anni fa). I resti fossili sono stati scoperti in Cina, nella provincia dello Sichuan, nel 1984.

## Etimologia
Agilisaurus deriva dal latino agilis, agile, e dal greco σαῦρος, lucertola.

## Descrizione

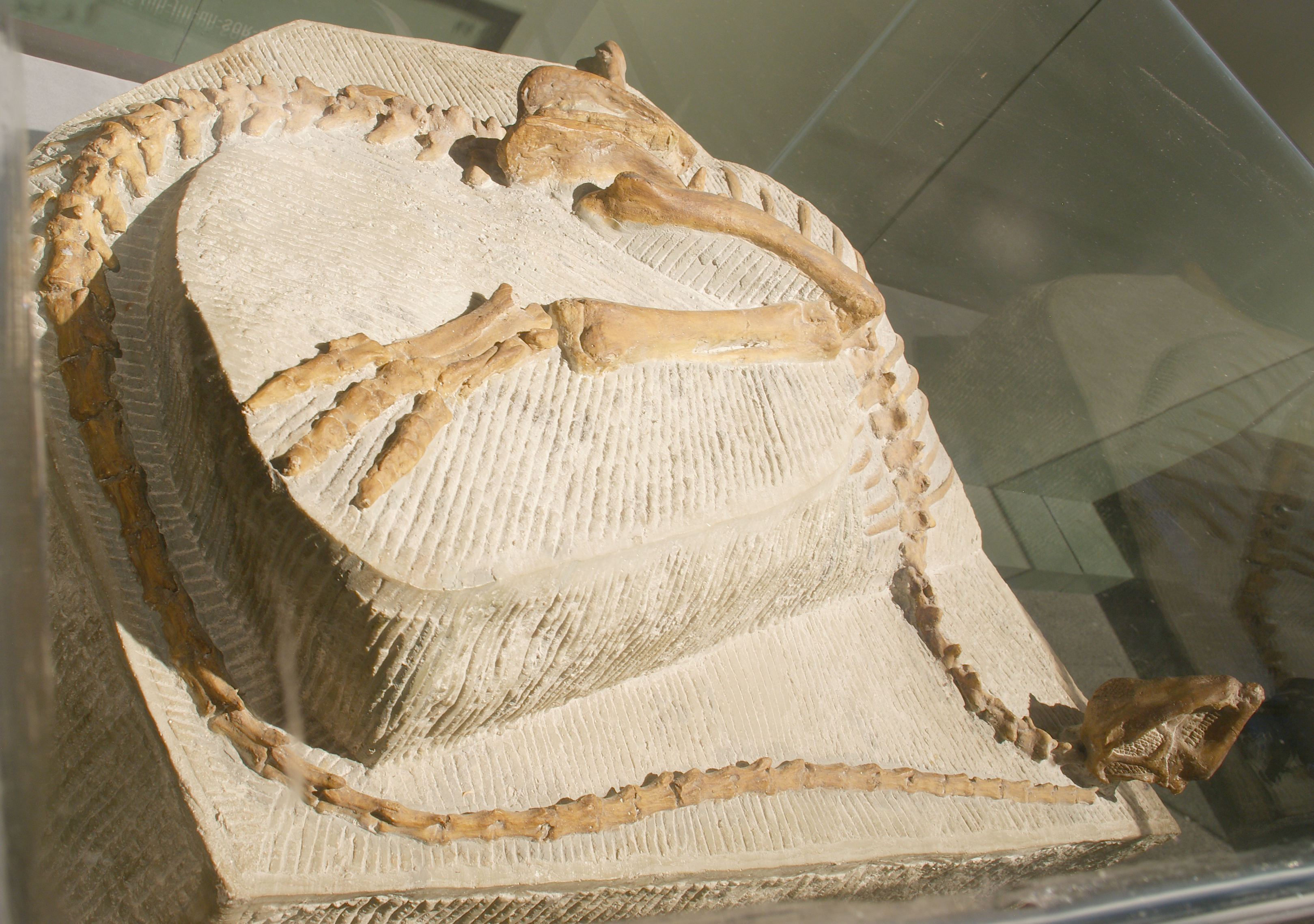
Scheletro di Agilisaurus

L'agilisauro era un piccolo dinosauro appartenente alla famiglia nota con il nome di "dinosauri-gazzelle", gli Ypsilofodonti, ma forse questo dinosauro potrebbe appartenere a una nuova famiglia di dinosauri; era lungo circa 1,2-1,5 m.
Il peso stimato è di 21 kg. È stato descritto nel 1990 dal paleontologo Peng Guangzhou. Possedeva dei grandi occhi, e un collo piuttosto lungo a forma di "s"; i denti erano adatti a masticare le foglie di cui si nutriva. Attualmente, è uno dei più piccoli dinosauri conosciuti. Il cranio è "breve" e alto, dai lati sembra triangolare, mentre, guardato dall'alto, sembra a forma di cuneo, con due "finestre" ai lati, per alleggerire il peso di quest'ultimo; le orbite erano situate al centro del cranio. La coda costituiva circa la metà della lunghezza complessiva del dinosauro. La tibia, più lunga del femore, gli consentiva di correre molto velocemente, in modo da sfuggire ai predatori.